# Mastino persiano
Il Mastino persiano (en. Persian Mastiff), anche noto come Mastino iraniano, Cane da pastore persiano o Cane/Mastino di Sarabi, è una razza canina molossoide (tipo cane da montagna) originaria dell'antica Persia (attuale Iran), già raffigurata in alcune statue presso il complesso palaziale di Persepoli, attualmente non riconosciuta dalla FCI, impiegata come cane da pastore e da combattimento (anticamente come cane da guerra).

## Storia

### Origini
La razza originò in tempi molto antichi dall'archetipo razziale dei "molossoidi", un grande cane da montagna selezionato in epoca protostorica nel Medioriente (fond. nella Mezzaluna Fertile), dove la nascente pastorizia aveva evidenziato la necessità di selezionare un grosso cane difensore del gregge, evolutosi durante l'Età del ferro come cane da guerra/palazzo nelle prime grandi civiltà (assiri, babilonesi, ittiti, egizi). Dalla Mesopotamia, il molossoide si diffuse nell'antico impero persiano e da lì al Caucaso, all'India ed a tutti i paesi tra le pendici indo-pakistane dell'Himalaya (Tibet, Nepal, Bhutan, ecc.) e le steppe mongoliche, originando diversi ceppi locali: tutti cani accomunati da una certa tipologia caratteriale (forte, dominante, territoriale e protettiva verso la famiglia umana) ma con varianti morfologiche dovute alle diversità climatiche e del territorio.
L'attuale Mastino Persiano discende dall'antica forma molossoide diffusasi nelle terre achemenidi. Le testimonianze storiche concorrono però a ricordarci che nelle contrade di questo vasto dominio vennero selezionate e sviluppate diverse schiatte molossoidi, presumibilmente mescolate tra loro a più riprese. Ciò proprio perché i persiani furono gli artefici della diffusione del Molossoide dall'Assiria alla varie contrade d'Oriente: le origini del mastino indiano vanno per l'appunto ricercate nell'invasione persiana della regione indo-pakistana guidata da Dario I di Persia nel 518 a.C..
La passione degli antichi persiani per i cani, soprattutto grandi cani da guardia/guerra, è ben ricordata dalle fonti. Erodoto ci parla di un satrapo babilonese che investiva tutto il suo denaro nell'allevamento di molossoidi, prima ancora di parlarci dei "mastini indiani" che Serse portò con sé in Grecia durante la seconda guerra persiana. Claudio Eliano ci riporta che accanto alle spoglie dell'assassinato Dario, Alessandro Magno trovò solo il suo cane a vegliarlo.

### Fonti
- Erodoto (V secolo a.C.), Storie

### Studi
- Morris D (2008), Dogs, North Pomfret, Vermont, ISBN 978-1-57076-410-3.
- Omidsalar M [e] TP, Dog in ancient Iran, in Encyclopaedia Iranica.